# Anthony J. Soares
Anthony J. "A.J." Soares (født 28. november 1988 i Solana Beach, Californien) er en amerikansk tidligere fodboldspiller, der sidst spillede for AGF efter tidligere blandt andet at have spillet for MLS-klubben New England Revolution og norske Viking. Den 16. november 2016 valgte han at stoppe karrieren gå grund af en hovedskade.

## Ungdom
I high school spillede Anthony J. Soares fodbold, hvilket han fortsatte med i sin tid på University of California, Berkeley. Her høstede han flere priser og blev omskolet fra sin oprindelige offensive position til forsvarsspiller. Efter universitetet spillede han en enkelt kamp i den amerikanske udviklingsliga.

## Klubkarriere

### New England Revolution
Ved Major League Soccer-klubbernes draft i begyndelsen af 2011 blev Soares valgt som nummer seks af New England Revolution. Allerede i sin første sæson blev han valgt som klubbens "mest værdifulde forsvarsspiller. Han nåede at spille 108 kampe i klubben og blev i sin sidste sæson valgt til "spillernes spiller" og "årets bedste forsvarsspiller" internt i klubben.

### Viking
I slutningen af februar 2015 hentede Viking Anthony J. Soares til at spille for holdet i den norske Tippeliga.

### AGF
Sidst i juli 2016 skrev Soares kontrakt med AGF. Allerede i sin anden kamp var han med fra start og sikrede sit hold uafgjort med scoringen til 2-2 i en udebanekamp mod Esbjerg fB.
Efter få kampe blev han skadet, og to måneder senere måtte han indse, at den hovedskade, som der var tale om, var så alvorlig, at han var nødt til at indstille karrieren.